# Alta via della Verzasca

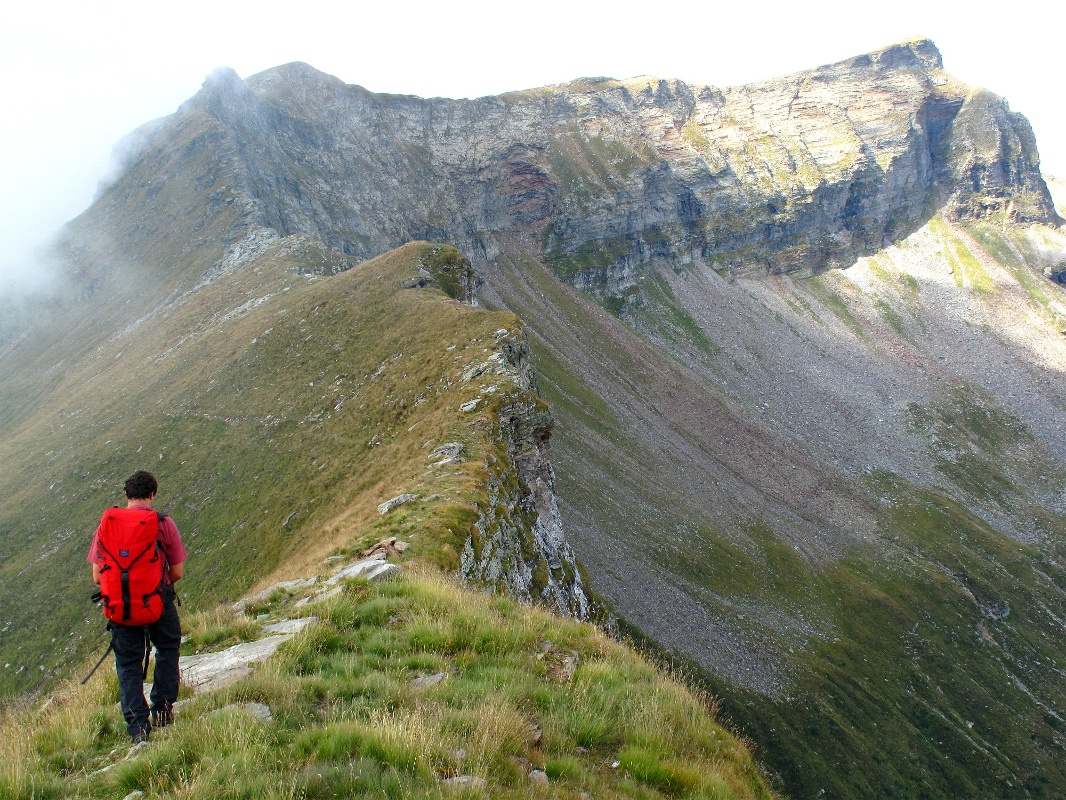
«Via Alta Idra» sulla «Via Alta Verzasca»: Cima di Gagnone

La Via Alta della Verzasca o Via Alta Verzaschese è un'impegnativa escursione di più giorni lungo le vette che separano la Valle Verzasca dalla Valle Leventina e dalla Riviera.

## Storia
La Via Alta collega cinque rifugi alpini in quattro tappe giornaliere. La Società Escursionistica Verzaschese (SEV) ha pubblicato un opuscolo bilingue (italiano/tedesco) con una descrizione del percorso, che può essere acquistato a buon mercato in molti negozi locali.
Le esigenze dei camminatori sono elevate. Sulla scala delle difficoltà CAS in sei parti, la prima e la terza tappa raggiungono il livello di difficoltà più alto T6.
I cinque rifugi sono basi non gestite della FSP con capacità limitata, che sono spesso sovraffollate durante la principale stagione turistica in luglio e agosto
La Via Alta Idra, aperta nel 2018, corre lungo la Via Alta Verzasca con tappe dalla 7 alla 10.

## Tappe giornaliere della Via Alta
Punto di partenza meridionale della Via Alta è la Capanna Borgna a 1.912 m s.l.m., che si raggiunge dai Monti della Gana (qui anche in auto) in circa 2,5 ore. Accesso alternativo: Da Vogorno via Rienza (circa 4 ore) o da Mornera (funivia da Monte Carasso) via Capanna Albagno e Bocchetta della Cima dell'Uomo (circa 4 ore). 
1. Da Capanna Borgna a Capanna Cornavosa
Il percorso, con un tempo di percorrenza di circa 8/10 ore, conduce da Capanna Borgna verso nord attraverso le cime del Poncione di Piotta, Poncione dei Laghetti e Poncione del Vènn alla  Capanna Cornavosa. Livello di difficoltà T6. La sezione più impegnativa è la discesa sulla cresta nord-ovest del Poncione di Piotta.
2. Dalla Capanna Cornavosa alla Capanna d'Efra
attraverso la Cima di Rierna e la Cima di Gagnone alla Capanna d'Efra. Il tempo di percorrenza è di circa 8 ore.
 Livello di difficoltà T5.
3. Dalla Capanna d'Efra alla Capanna Cognora
La traversata d'alta montagna conduce in circa 8-10 ore dal rifugio Efra sulla cresta di collegamento delle cime del Pizzo Cramosina, Madom Gröss e Pizzo di Mezzodì  all'Alpe di Cógnora.
 Livello di difficoltà T6.
4. Dalla Capanna Cógnora alla Capanna Barone
La tappa più breve della Via Alta porta al rifugio Barone in circa quattro ore senza toccare la cima. 
Livello di difficoltà T4.
 Una variante più difficile di grado T6 porta un piano più in alto sopra il Pizzo dei Laghetti e il Pizzo della Bédeia in circa 6 ore fino a Capanna Barone. Questa variante (Via Nicola Balestra, dal nome di una guida alpina ticinese che ebbe un incidente sul Mont Blanc du Tacul) è ben segnalata con punti blu e ha alcune soste.